# Иазмос (дим)
И́азмос (греч. Δήμος Ιάσμου) — община на северо-востоке Греции. Входит в периферийную единицу Родопи в периферии Восточной Македонии и Фракии. Находится южнее гор Родопы. Население 13 810 жителей по переписи 2011 года. Площадь 485,285 квадратного километра. Плотность 28,46 человека на квадратный километр. Административный центр общины — Иазмос, один из старейших городов Родопи. Димархом на местных выборах 2014 года избран Кади Измет (Καδή Ισμέτ).
В 2010 году по программе «Калликратис» к общине Иазмос присоединены упразднённые общины Амаксадес и Состис.
В основном, люди занимаются земледелием и скотоводством.
Имеется арочный каменный мост, построенный в XVII—XVIII веках на реке Компсатос (Куру).

## Административное деление

Административное деление общины:
1 — Иазмос
2 — Амаксадес и Состис (справа)

Община (дим) Иазмос делится на 3 общинные единицы.
| Общинная единица | Сообщество  | Население (2011), человек |
| ---------------- | ----------- | ------------------------- |
| Амаксадес        | Амаксадес   | 1773                      |
| Иазмос           | Иазмос      | 4399                      |
| Иазмос           | Амвросия    | 766                       |
| Иазмос           | Салпи       | 538                       |
| Состис           | Асомати     | 2851                      |
| Состис           | Керасея     | 8                         |
| Состис           | Линос       | 411                       |
| Состис           | Мега-Пистон | 886                       |
| Состис           | Мисхос      | 729                       |
| Состис           | Полиантон   | 737                       |
| Состис           | Состис      | 712                       |

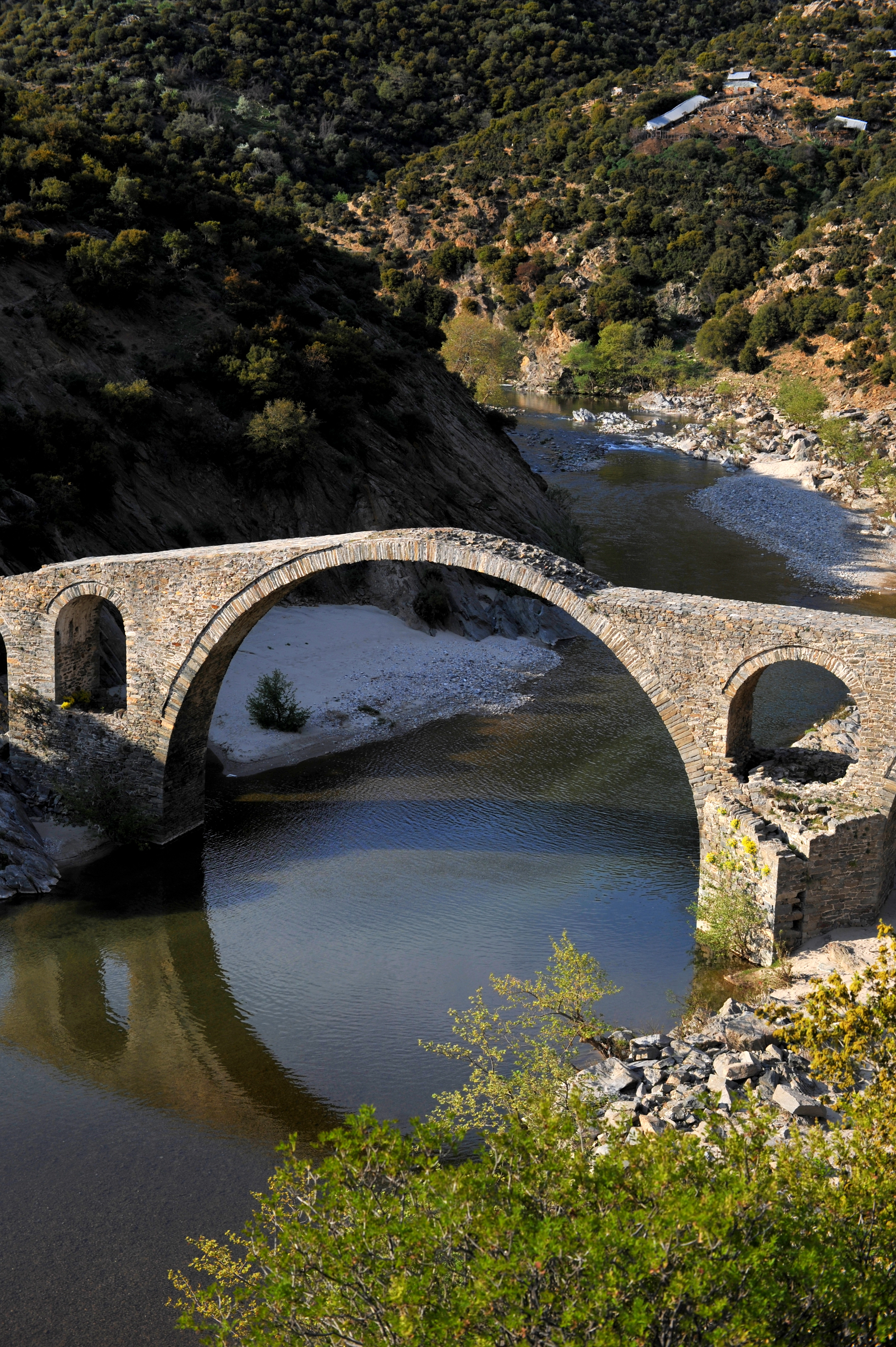
Арочный каменный мост на реке Компсатос